# Puńców
Puńców is een plaats in het Poolse district  Cieszyński, woiwodschap Silezië. De plaats maakt deel uit van de gemeente Goleszów en telt 1400 inwoners.